# Petropavlivka (huyện)
Huyện Petropavlivka (tiếng Ukraina: Петропавлівський район, chuyển tự: Petropavlivkas'kyi raion) là một huyện của tỉnh Dnipropetrovsk thuộc Ukraina. Huyện Petropavlivka có diện tích 1248 km², dân số theo điều tra dân số ngày 5 tháng 12 năm 2001 là 35327 người với mật độ 28 người/km2. Trung tâm huyện nằm ở Petropavlivka.